# Ferdi Zeyrek

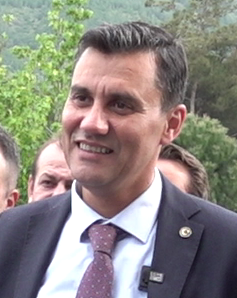
Ferdi Zeyrek

Ferdi Zeyrek (* 16. März 1977 in Manisa; † 9. Juni 2025 ebenda) war ein türkischer Architekt und Politiker der Cumhuriyet Halk Partisi (CHP). Er war von April 2024 bis zu seinem Tod Bürgermeister von Manisa.

## Leben und Karriere
Zeyrek wurde am 16. März 1977 in Manisa geboren. Nach dem Abschluss der Schule studierte er Architektur an der Fakultät für Architektur der Bursa Uludağ Universität.
Nach seinen Studium gründete er ein Unternehmen im Bereich Innenarchitektur in seiner Heimatstadt Manisa. Von 2004 bis 2011 war Zeyrek Vorsitzender der Kammer der Architekten in Manisa. Darüber hinaus war er zwischen 2012 und 2014 Mitglied im Vorstand von Manisaspor.
Zeyrek amtierte zunächst als Stadtrat der Metropolgemeinden Manisa und Şehzadeler. 2019 kandidierte er für das Bürgermeisteramt, konnte sich jedoch in der Wahl nicht durchsetzen. 2023 wurde er zum Vorsitzenden der CHP in der Provinz Manisa gewählt. Bei den Kommunalwahlen vom 31. März 2024 trat er erneut als Kandidat für das Bürgermeisteramt der Stadt Manisa an. Er gewann die Wahl und trat sein Amt am 3. April 2024 an. Es war das erste Mal seit 74 Jahren, dass ein Kandidat der CHP das Bürgermeisteramt in Manisa gewinnen konnte.
Am 6. Juni 2025 erlitt Zeyrek in seinem Wohnhaus in Yunusemre einen Stromschlag, als er versuchte, eine Störung an der Poolanlage selbst zu beheben. Er wurde mit lebensgefährlichen Verletzungen ins Celal-Bayar-Universitätskrankenhaus eingeliefert. Nach drei Tagen im Koma verstarb er am 9. Juni 2025 im Alter von 48 Jahren.
Nach Angaben seiner Tochter war eine defekte Sicherung (Fehlerstromschutzschalter) Ursache des Unfalls. Sie erhob Vorwürfe der Fahrlässigkeit gegen die für die Elektroinstallation verantwortlichen Stellen.

## Privates
Zeyrek war seit 2003 mit Nurcan Zeyrek verheiratet. Aus der Ehe gingen drei Töchter hervor.